# Graciliceratops
Graciliceratops ist eine Gattung der Vogelbeckensaurier (Ornithischia) aus der Gruppe der Ceratopsia.
Von Graciliceratops ist bislang nur ein unvollständiges Skelett bekannt. Sein Schädel trug wie der aller höheren Ceratopsia einen aus Scheitel- und Schuppenbein gebildeten Nackenschild, dessen Ränder auffallend dünn waren. Ein weiteres Charakteristikum dieses Dinosauriers ist, dass der Unterschenkel deutlich länger als der Oberschenkel war, was auf einen schnellen Läufer hinweisen könnte. Wie alle Ceratopsier war er Pflanzenfresser.
Die fossilen Überreste von Graciliceratops stammen aus der mongolischen Provinz Ömnö-Gobi. Die Funde wurden ursprünglich Microceratus (früher Microceratops) zugerechnet. Im Jahr 2000 wurde die Gattung erstbeschrieben. Der Gattungsname leitet sich vom lateinischen gracilis (=„schlank“) und dem griechischen keratops (=„Horngesicht“), einem häufigen Namensbestandteil der Ceratopsier, ab. Typusart und einzig bekannte Art ist G. mongoliensis. Die Funde werden in die Oberkreide (Santonium bis Campanium) auf ein Alter von 86 bis 72 Millionen Jahre datiert.
Systematisch wird Graciliceratops innerhalb der Ceratopsia in die Protoceratopsidae eingegliedert.